# Ranunculus lobbii
Ranunculus lobbii A.Gray – gatunek rośliny z rodziny jaskrowatych (Ranunculaceae Juss.). Występuje endemicznie w Stanach Zjednoczonych – w zachodniej Kalifornii oraz Oregonie. 

## Morfologia
PokrójBylina wodna.
LiścieDłoniaste. Mają nerkowaty kształt. Mierzą 0,5–1 cm długości oraz 1–1,5 cm szerokości.
KwiatyPojedyncze na szczytach pędów. Mają 5 eliptycznych działek kielicha, które dorastają do 2–3 mm długości. Korona kwiatu składa się z 5 owalnych i białych płatków o długości 4–6 mm.
OwoceNagie niełupki o długości 2 mm. Tworzą owoc zbiorowy – wieloniełupkę o półkulistym kształcie i dorastającą do 4–5 mm długości.

## Biologia i ekologia
Rośnie przy stawach i rowach. Występuje na terenie nizinnym. Kwitnie od marca do maja. 